# Sagenosoma
Genre
Espèce
Sagenosoma est un genre de lépidoptères (papillons) de la famille des Sphingidae. C'est un genre monotypique, avec une seule espèce nord-américaine, Sagenosoma elsa.

## Description

### Papillon
L'imago de Sagenosoma elsa a une envergure de 23 à 38 mm. En raison de la couleur de base blanc comme la neige, l'espèce ne peut être confondue avec aucune autre. Il a un motif noir, qui à son tour est fortement structuré avec de fortes taches dorées. L'espèce n'est pas variable dans sa coloration et son motif, un dichroïsme sexuel n'est pas développé..

### Chenille
Les chenilles sont fortement pourvues de fins points blancs au dernier stade. Elles portent six rayures dorsolatérales noires frappantes, qui sont limitées en bas par une large bande blanche. Celles-ci commencent au début de chaque segment à peu près au niveau des stigmates et s'étendent jusqu'à la fin du segment vers la zone sous-dorsale. Au-dessus de la bande, tout le dos est vert lime. La capsule de la tête est violet verdâtre, avec une paire de larges rayures blanches sur la face. Les pattes thoraciques sont roses, les fausses pattes sont roses et blanches. Les stigmates sont orange vif, la corne anale plutôt courte est fortement recourbée vers l'arrière. La coloration n'est pratiquement pas variable, seule la corne anale peut être bleuâtre chez certains individus.

### Chrysalide
La chrysalide est compacte et a la couleur d'un noyer et a une surface mate légèrement rugueuse. La trompe est soudée. Le crémaster est très petit et s'étend à peine au-delà de l'extrémité de l'abdomen. Il a une double pointe.

## Répartition et habitat
L'espèce est présente dans le sud-ouest des États-Unis et le nord du Mexique. On la trouve dans de grandes parties de l'Arizona et de l'ouest du Nouveau-Mexique ainsi que dans le sud de l'Utah et du Colorado. Dans le sud de l'Arizona, les zones désertiques sont dans les basses terres, plus au nord sur les pentes rocheuses d'altitude moyenne.

## Écologie et comportement
La trompe de l'espèce est raccourcie, mais pas si loin que l'on ne peut pas supposer que l'espèce ne pourrait pas sucer les fleurs. Jusqu'à présent, cependant, il n'y a aucune preuve. 
Les imagos volent de la mi-avril à la mi-août, bien que l'on ne sache pas si cela se produit sur une ou deux générations. En effet, l'altitude des habitats liée à l'influence de la pluie sur les populations ne permet pas de tirer de conclusions utiles. La nymphose a lieu dans une chambre plate dans le sol.
Ils sont attirés par des sources de lumière artificielles.
Les femelles pondent leurs œufs individuellement sur les feuilles des plantes alimentaires. Jusqu'à présent, seul Lycium pallidum est recensé comme plante hôte. Les chenilles passent tout le temps de leur développement en solitaire sur la face inférieure des feuilles de ces plantes. Seules les chenilles adultes ont tendance à grimper sur les branches épineuses pendant les moments d'alimentation.

### Sagenosoma
- Ressources relatives au vivant (pour Sagenosoma) :   - BioLib
  - BugGuide
  - Butterflies and Moths of the World
  - Global Biodiversity Information Facility
  - The Global Lepidoptera Names Index
  - iNaturalist
  - Interim Register of Marine and Nonmarine Genera
  - Système d'information taxonomique intégré
- (en) FUNET Tree of Life : Sagenosoma

### Sagenosoma elsa
- Ressources relatives au vivant (pour Sagenosoma elsa) :   - BioLib
  - BugGuide
  - Butterflies and Moths of North America
  - Global Biodiversity Information Facility
  - The Global Lepidoptera Names Index
  - iNaturalist
  - Interim Register of Marine and Nonmarine Genera
  - Moth Photographers Group
  - Système d'information taxonomique intégré
- (en) FUNET Tree of Life : Sagenosoma elsa
- (en) Moth Photographers Group.